# Luisenhain (Köpenick)
Der Luisenhain im Berliner Ortsteil Köpenick des Bezirks Treptow-Köpenick ist eine Parkanlage in der Köpenicker Altstadt. Sie liegt zwischen dem historischen Ortskern und dem Ufer der Dahme gegenüber dem Rathaus Köpenick und entstand auf der Grundlage einer im Jahr 1906 vollzogenen Flächenschenkung des Köpenicker Kaufmanns Karl Otto Asseburg (1836–1915) an seine damalige Stadtgemeinde.

## Geschichte
Karl Otto Asseburg, Fabrikant und Kaufmann in Köpenick, trennte einen Teil seines Grundbesitzes in der Schloßstraße (jetzt Alt-Köpenick) ab, nachdem seine Schwester Luise gestorben war. Er schenkte am 23. Juni 1906 den Ratsherren der damaligen Stadt Cöpenick das Grundstück mit der Bedingung, die vorhandenen Gebäude abzureißen, an deren Stelle „zur Ehrung meiner in Gott ruhenden Schwester Luise Asseburg“ einen Schmuckplatz anzulegen und diesen „auf ewige Zeiten liegen bleiben“ zu lassen. Mit der offiziellen Einweihung des fast quadratischen Rasen- und Blumenplatzes im Jahr 1908 erhielt er den Namen Luisenhain. Später konnte die Stadtverwaltung weitere nebenliegende Flächen hinzu erwerben, sodass der Luisenhain schließlich von der Dammbrücke bis zur Langen Brücke am Schloss Köpenick reichte.
Nach der Eingemeindung Köpenicks nach Groß-Berlin wurde im Park, am Ufer des Flusses, eine Anlegestelle für die Ausflugsschiffe aus Berlin errichtet. Im weiteren Verlauf ließ die Bezirksverwaltung Köpenick auf einer Fläche des Luisenhains die Skulptur Die Kugelspielerin aufstellen, die aus der Werkstatt von Walter Schott stammte und eine Boccia spielende Frau zeigte. Ein weiterer Abguss ist die Kugelspielerin in Düsseldorf, ein anderer steht in New York. Zugleich vereinfachten die Stadtgärtner die Anlage, der Uferweg wurde breiter und länger (1928, 1955, 1969). Aber die zuerst gepflanzten Bäume waren groß geworden und verschatteten den Park und vor allem den Uferweg, der nun wenig zum Promenieren einlud. Der freie Blick auf den Fluss war größtenteils verstellt. Im Jahr 1950 verschwand die Bronzeskulptur der Ballspielerin und wurde nicht wieder aufgefunden; in dieser Zeit war Buntmetalldiebstahl in Berlin ein weit verbreitetes Delikt.
Nach der politischen Wende und zu Beginn des 21. Jahrhunderts nahm die neu gebildete Bezirksverwaltung im Rahmen des Projektes Stadtharfe eine (vorläufig) letzte Umgestaltung vor: Nach Planungen einer Berliner Landschaftsarchitekten-Gesellschaft wurden zwölf alte Bäume und alle Sträucher entfernt, das verbliebene Grün beschnitten. Die Uferpromenade erhielt einen Belag aus gelben Natursteinplatten mit Bronze-Intarsien, die übrigen Wege, mit Granitplatten ausgelegt, sind relativ schmal gehalten, weil sie an die engen Gassen in der Altstadt Köpenicks erinnern sollen. Die Uferbefestigung wurde erneuert und erhielt ein Geländer. Zum Wasser führen seitdem vier breite flache Treppen hinunter. Die Arbeiten waren im Jahr 2007 abgeschlossen. Außerdem sind auf einigen Rasenflächen Spielelemente installiert, die Geräusche, Melodien und Klänge erzeugen. Bänke laden zum Verweilen.
Im Luisenhain befindet sich seit 1987 die Betonplastik Die sich Erhebende von Ingeborg Hunzinger (siehe Bild). 2012 wurde das Kunstwerk wegen seiner Beschädigungen abgebaut und nach der Restaurierung 2017 wieder aufgestellt.

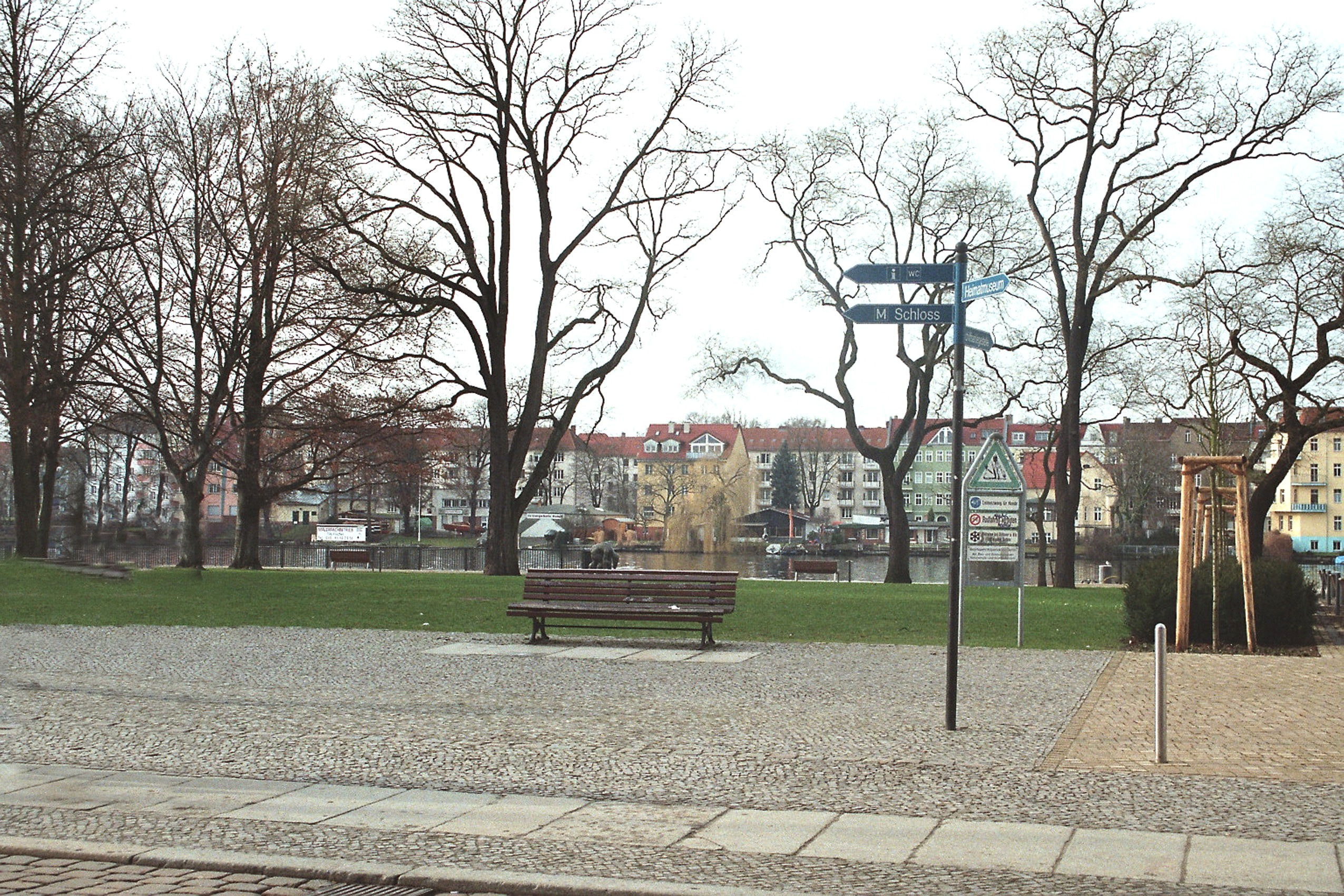
Luisenhain in Richtung Westen
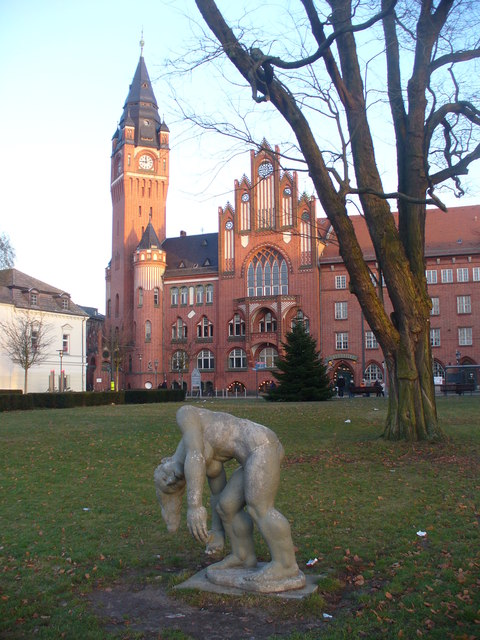
Luisenhain in Richtung Osten
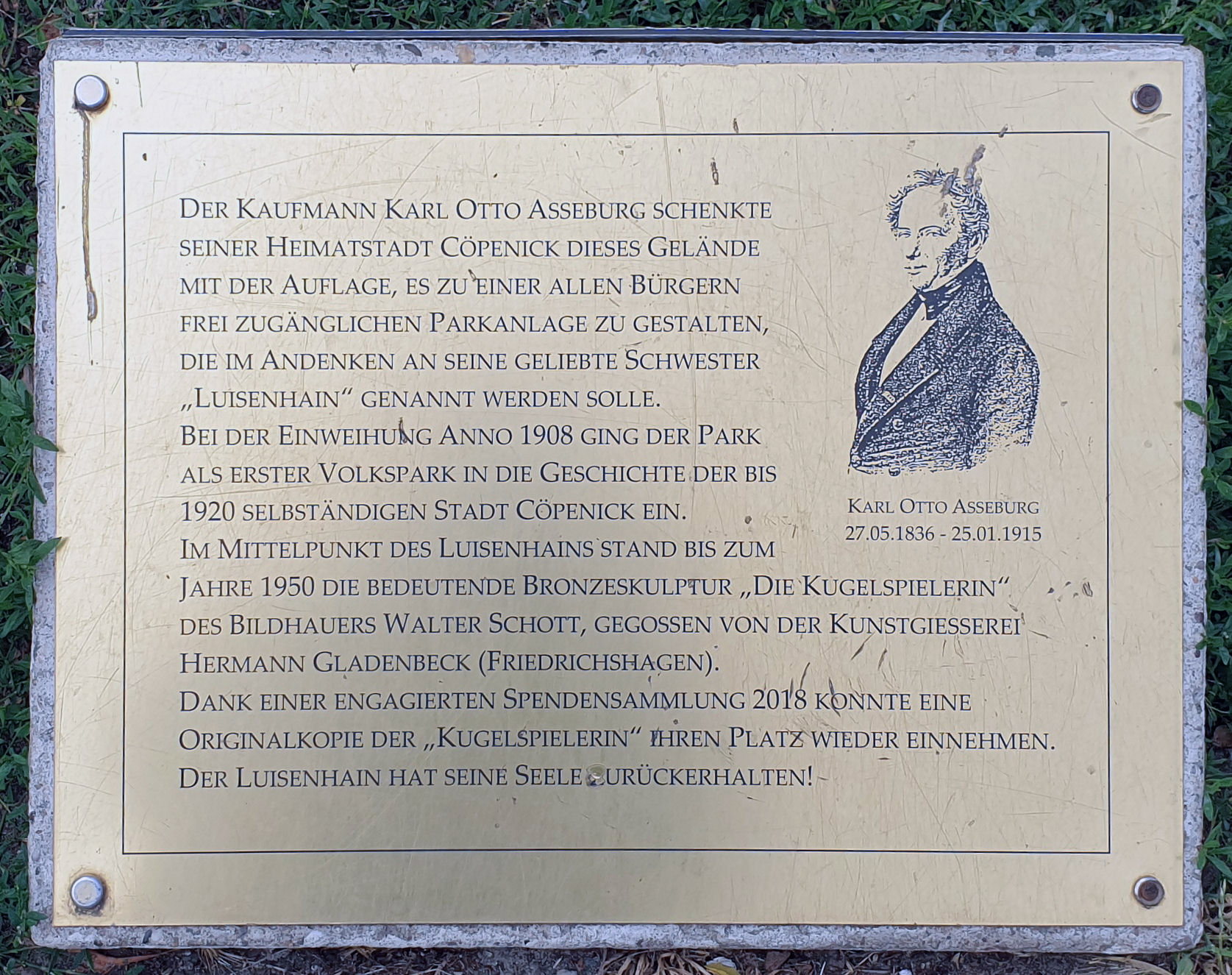
Gedenktafel für den Luisenhain